# Acton (Califórnia)
Acton é uma região censo-designada localizada no estado americano da Califórnia, no Condado de Los Angeles.

## Geografia
De acordo com o United States Census Bureau tem uma área de 12,0 km², dos quais 12,0 km² cobertos por terra e 0,0 km² cobertos por água. Acton localiza-se a aproximadamente 845 m acima do nível do mar.

### Localidades na vizinhança
O diagrama seguinte representa as localidades num raio de 32 km ao redor de Acton.

## Demografia
Segundo o censo americano de 2000, a sua população era de 2390 habitantes.

## Marco histórico
Acton possui apenas uma entrada no Registro Nacional de Lugares Históricos, a CA-LAN-1946.